# Église Saint-Thuriau de Saint-Thuriau
L'église Saint-Thuriau est une église catholique située à Saint-Thuriau (Morbihan).

## Localisation
L'église est située dans le département français du Morbihan, sur la commune de Saint-Thuriau.

## Description
L'église est édifiée en forme de croix latine à chevet plat. L'ouest de la nef et le clocher ont été restaurés en 1878. L'église est couverte d'une charpente lambrissée dont les sablières sont ornées d'animaux et de personnages sculptés. La voûte lambrissée décorée par un peintre italien en 1779 raconte la vie de saint Thuriau en 18 tableaux. La fenêtre du chevet, en tiers-point, est garnie d'un réseau flamboyant. La fenêtre du croisillon nord est divisée en deux baies par un simple meneau.
Elle est ornée de vitraux du XVIe siècle qui représentent la Sainte-Trinité, l’Annonciation et la Circoncision.
Le vitrail représentant la Passion du Christ est restauré en 1901 par l'atelier Fournier, maître-verrier à Tours. Les retables du XVIIIe siècle ont été restaurés.
À l'extérieur, le cadran solaire est daté de 1636.
L'église Saint-Thuriau fait l’objet d’une inscription au titre des monuments historiques depuis le 8 juin 1925.
Le plafond peint de l'église Saint-Thuriau fait l’objet d’un classement au titre des monuments historiques depuis le 18 novembre 1985.